# Elettrosintesi
L'elettrosintesi rappresenta una metodica di sintesi organica attuata in una cella elettrochimica. I vantaggi principali di una reazione elettrosintetica, rispetto alla classica reazione redox, consiste nell'assenza di semireazioni potenzialmente nocive al processo globale e nella possibilità di operare a precisi valori di potenziale predeterminati.
L'elettrosintesi rappresenta un ampio campo di studio, con molte applicazioni industriali.

## Condizioni operative
Gli elementi strumentali fondamentali per una elletrosintesi sono una cella galvanica, un potenziometro e due elettrodi. Il solvente utilizzato è solitamente il metanolo, l'acetonitrile o il diclorometano. Viene addizionato anche un elettrolita, solitamente il perclorato di litio o l'acetato di tetrabutilammonio. L'elettrodo può essere costituito da platino, carbonio, magnesio, mercurio, acciaio inossidabile o carbonio amorfo reticolato. In molte reazioni si usa un elettrodo sacrificale in zinco o piombo che viene consumato durante la reazione.
L'elettrosintesi può essere condotta a potenziale costante o a corrente costante.

## Reazioni elettrosintetiche
All'anodo avvengono ossidazioni con formazione iniziale di cationi radicalici che agiscono come reattivi intermedi. Al catodo si ottengono composti ridotti ad anioni radicalici. La reazione iniziale avviene sulla superficie dell'elettrodo e successivamente gli intermedi reattivi diffondono in soluzione per partecipare a reazioni secondarie.

### Ossidazioni anioniche
- L'elettrosintesi più nota è l'elettrolisi di Kolbe.
- Una variante, quando un eteroatomo di azoto o ossigeno è presente in posizione α. L'intermedio carbocationico lega un nucleofilo, solitamente il solvente utilizzato.

- Nella reazione di Crum Brown-Walker un acido bicarbossilico alifatico viene ossidato con allungamento della catena, per esempio si consideri la formazione dell'estere dimetilico dell'acido decandioico dall'acido monometil-esandioico.
- Le ammidi possono essere ossidate attraverso un intermedio N-acilimminio, che può reagire con un nucleofilo:

Questo tipo di reazione è chiamata ossidazione di Shono. Un esempio è rappresentato dalla α-metossilazione della N-carbometossipirrolidina.
- L'ossidazione di un carbanione può portare ad una reazione di accoppiamento, ciò che avviene, per esempio, nell'elettrosintesi dell'estere tetrametilico dell'acido etantetraoico dal corrispondente estere malonico.

### Riduzioni cationiche
- L'idrodimerizzazione catodica di olefine attivate è industrialmente applicata nella sintesi dell'adiponitrile da due molecole di acrilonitrile:

- La riduzione catodica degli areni a 1,4-diidro derivati è simile alla riduzione con sodio metallico in ammoniaca liquida. Un esempio di applicazione industriale è dato dalla riduzione dell'acido orto-ftalico:

e dalla riduzione del 2-metossinaftalene